# 新加納宿
新加納宿（しんかのうじゅく）は、中山道の間の宿（休憩用の町場）の一つ。鵜沼宿と加納宿間に存在した。
現在の岐阜県各務原市那加新加納町に該当する。

## 概要
関ヶ原の戦いで功績を挙げた坪内利定は、美濃国羽栗郡、各務郡20村、6,500石を治める大身旗本となり、拠点を松倉城から美濃国各務郡新加納村（現・岐阜県各務原市那加新加納町）に移し、新加納陣屋を築く。その後、中山道六十九次の鵜沼宿と加納宿間は、4里10町（約17km）あり、他の宿場に比べて距離が開きすぎたこともあり、新加納陣屋周辺が間の宿として発展し、形成された宿場町が新加納宿である。
宿の入り口は枡形が設けられ、小規模ながら宿場の形を形成していた。
各務原台地の西端に位置し、宿場の西は坂となっている。

## 史跡・みどころ
- 一里塚跡
- 高札場跡
- 少林寺（坪内氏菩提寺）
- 松並木跡
- 日吉神社
- 手力雄神社

## 交通
公共交通機関
- 名鉄各務原線 新加納駅